# Кидсгроув
Кидсгроув (на английски: Kidsgrove) е град в община Нюкасъл ъндър Лайм на област Стафордшър - Уест Мидландс, Англия. Той е част от урбанизираната територия наречена По̀търийз. Населението на града към 2001 година е 28 724 жители.

## География
Кидсгроув е разположен в крайната северозападна част на графството до границата с област Чешър. Градчето формира северните части на агломерацията По̀търийз, образувана около най-големия град в Стафордшър - Стоук он Трент. Областният център Стафорд се намира на около 30 километра в южна посока.
На 5 километра западно от града преминава Магистрала М6, по транспортния коридор свързващ Глазгоу с Бирмингам и Лондон.

## Демография
Изменение на населението за период от две десетилетия 1981-2001 година:
| година    | 1981   | 1991   | 2001   |
| --------- | ------ | ------ | ------ |
| население | 27 999 | 27 702 | 28 724 |